# Politonalità
Nella teoria musicale, la politonalità è l'uso contemporaneo di più tonalità in una composizione musicale. In particolare, la bitonalità è la sovrapposizione di due tonalità distinte.

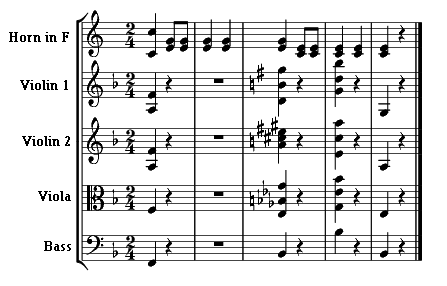
Politonalità nello scherzo musicale di Mozart, usata per effetto comico.

Esempi di politonalità antecedenti al XX secolo, come Battaglia di Heinrich Ignaz Franz Biber (1673) e Uno scherzo musicale di Wolfgang Amadeus Mozart (1787), tendono a impiegare questa tecnica compositiva solamente per effetti programmatici, parodistici o comici.
I primi usi della politonalità all'infuori di questi contesti si trovano nel XX secolo, particolarmente nelle composizioni di Béla Bartók (Quattordici bagatelle, 1908), Charles Ives (Variations on "America"), Igor' Fëdorovič Stravinskij (Petruška, 1911) e Claude Debussy (Preludi, Libro II, 1913). 
Il balletto La sagra della primavera di Stravinskij è considerato come l'opera che rese popolare la bitonalità: un'influenza diretta è Il mandarino meraviglioso di Béla Bartók, scritto dopo che il compositore si procurò una copia de La sagra della primavera, anche se Bartók usò tale sistema in modo decisamente più radicale. Altri compositori influenzati da Stravinskij nell'utilizzo delle tecniche politonali furono i componenti del Gruppo dei Sei, in particolare Darius Milhaud e Arthur Honegger, e Aaron Copland.
Nonostante la politonalità, intesa come tecnica compositiva sistematica, sia soprattutto circoscritta storicamente alla prima parte del Novecento, vi sono anche alcuni compositori contemporanei che la utilizzano correntemente nei loro lavori. Philip Glass usa questa tecnica nella sua seconda sinfonia, e la Chamber Symphony di John Adams suggerisce l'idea di politonalità.